# فريتز براند
فريتز براند (بالإنجليزية: Fritz Brand)‏ هو قاضي جنوب أفريقي، ولد في 16 فبراير 1949.